# Alberto Giovannini (Komponist)
Alberto Giovannini (* 15. August 1842 in Capodistria, nach anderen Angaben 15. Juli 1842 in Brazzano; † 5. Februar 1903 in Mailand) war ein italienischer Komponist und Musikpädagoge.
Giovannini studierte von 1860 bis 1863 am Mailänder Konservatorium Komposition bei Alberto Mazzucato. Zu den Werken aus seiner Studienzeit zählen die Kantate Gli oppressi und Intermezzi zu Shakespeares Hamlet. Von 1866 bis 1869 war er Direktor des Istituto filarmonico di Udine. In dieser Zeit komponierte er die Kantaten Il Cristo (nach einem Text von Luigi Candotti) und La liberazione di Venezia; letztere wurde 1867 am Teatro Sociale di Udine in Anwesenheit von Vittorio Emanuele II. aufgeführt.
Von 1870 bis 1876 war Giovannini Chorleiter am städtischen Theater von Piacenza, danach lebte er in Mailand, wo er Gesang am Konservatorium unterrichtete. Zu seinen Schülern zählten u. a. der Tenor Francesco Tamagno und der Bariton Josip Kašman. Der Aufführung seiner Oper Irene 1870 in Modena folgten Adele di Volfinga in Triest (1880) und Tito Vezio in Rom (1884); unveröffentlicht blieb I maledetti. Daneben komponierte Giovannini auch lyrische Lieder und Klavierstücke, verfasste Opernkritiken für das Journal La Capitale und die Lehrwerke Corso preparatorio allo studio dell'armonia und Manualetto di nozioni utili a chi vuol dedicarsi al magistero del canto.